# 羅基特涅 (佩爾沃邁西基區)
49°15′52″N 36°29′3″E / 49.26444°N 36.48417°E
羅基特內（烏克蘭語：Рокитне）是位於烏克蘭東部的村莊，由哈爾科夫州洛佐瓦區的阿列克西伊夫卡市鎮負責管轄。該村處於別列卡河右岸，分別距離克拉西韋1公里和布納科韋2.5公里，始建於1700年，面積0.28平方公里，海拔高度86米，2001年人口17。